# Paromalus bilineatus
Paromalus bilineatus är en skalbaggsart som beskrevs av Sylvain Auguste de Marseul 1862. Paromalus bilineatus ingår i släktet Paromalus och familjen stumpbaggar. Inga underarter finns listade i Catalogue of Life.